# 长白山保护开发区池南区特殊乡镇
长白山保护开发区池南区特殊乡镇或称池南区，是中华人民共和国吉林省白山市抚松县下辖的一个乡镇级行政单位，实际是长白山保护开发区下辖的三个经济管理区之一。池南区的政府层级为县级。

## 行政区划
长白山保护开发区池南区特殊乡镇下辖以下地区：
漫江社区、锦江社区和漫江村（部分）。

## 池南区管委会
隶属于长白山保护开发区管理委员会的池南区管委会具有县级政府的行政管理职能和权限。

### 相关机构[4]
- 机关部门：区委办公室、纪检监察室、党群工作部、行政办公室、经济发展局、规划建设环保局、社会事务局、财政局、国土局、人力资源和社会保障局、重点工程项目管理中心、房屋征收经办中心、执法大队、旅游商务局、矿泉水资源保护中心、总工会。
- 区属单位：池南边防大队、池南区人民医院、水务公司、松漫电站、池南区公安分局、池南区消防大队、池南区边防派出所、池南区人民武装部、池南区交警大队、环卫处。
- 区属企业：长白山讷殷古城、天沐戴斯温泉酒店、紫玉漫江湾、恒大长白山矿泉水厂。